# ميرنا وليد
ميرنا وليد المصري الشعراني (17 سبتمبر 1977 -)، ممثلة مصرية - لبنانية بدأت مشوارها الفني عام 1991 شاركت في الأعمال المصرية في التلفزيون والسينما والمسرح، اعتزلت المجال الفني وذلك لفترة قصيرة أنجزت خلالها دراسة الإخراج في معهد السينما ولكنها قررت العودة للمجال الفني بعد ذلك.

## حياتها
ولدت عام 1977 بمدينة طرابلس اللبنانية لأب من أصول مصرية وأم لبنانية.

## من أعمالها

### المسلسلات
- مسلسل قيد عائلي-2019-ماجدة فضل الخولي.[2]
- الإمام الغزالي-2012-سعدى.[3]
- بفعل فاعل-2012.
- متخافوش-2009-سمر.
- ورقة نوت-2009.
- قصة الأمس-2008-مرفت.
- علي مبارك-2008-ملك.
- سكة اللي يروح-2007.
- خليها على الله-2007
- القاهرة ترحب بكم-2006.
- ومضى عمري الأول - 2006
- على يا ويكا-2006.
- مباراة زوجية-2006-لمياء
- ومضى العمر يا ولدي-2006.
- نصر السماء-2006.
- ينابيع العشق-2005.
- زهور شتوية-2005.
- بنت افندينا-2004.
- الحب والعنف-2004.
- حلم الغلبان-2004.
- الجانب الآخر من الشاطىء-2004.
- بيت من قطعتين-2003.
- صاحبك من بختك-2003
- تعالى نحلم ببكره-2003.
- قاسم أمين-2002.
- فارس العرب سيف الدين الحمداني-2002
- أمر ازالة-2002
- حلم ابن السبيل-2002-صفاء أخت مراد.
- روبابيكيا-2000-ميرفت
- عطشان يا صبايا-1999
- وبعد الظلام تشرق الشمس-1999-وفية
- أم كلثوم-1999-روحية.
- لعبة الحياة وداعا أيها الأمل-1998
- شباب رايق جداً-1998-ماهي.
- العيش والملح-1998-صابرين
- اعترافات مصدر مسؤول-1998
- جمهورية زفتى-1997.
- وسادسهم الزمن-1996
- حكاية بلا بداية ولا نهاية-1996.
- قصة مدينة-1995-عزيزة
- ذئاب الجبل-1993-نورا زوجة البدري.
- سور مجرى العيون-1993-زيزي
- مبروك ألف مبروك-1992
- بعد الرحيل.
- الشهد المر
- لمن أترك كل هذا.
- الضحايا.
- حاتم زمانه

### الأفلام
- لحظات حب-2001-نشوى
- حكاية مدينة.
- اللحظات التي اختفت-2001.
- أغتيال فاتن توفيق-1995.
- ديسكو ديسكو-1993.
- مبروك الف مبروك.
- الراعي والنساء-1991.
- رجل في فخ النساء-1987.

### الإذاعة
- عين الحياة-2019 - مسلسل اذاعي
- خيوط الشمس-2017 - مسلسل اذاعي
- الحائر ممنون وتابعه ميمون-2011 - مسلسل اذاعي

### المسرحيات
- الفارس والعصابة
- روان والحرامية-1994 -روان عرضت في الكويت.
- قمر الغجر - 2024

### سهرة تليفزيونية
- بيت للبيع-2006-سهير
- كاميليا
- القاضي
- توماتيكي
- قلوب صغيرة على الطريق
- خطوات بلا طريق
- مسعود اخرالشهر ١٩٩٩

### أغاني
- حبيبي يا عاشق